# Mayriella transfuga
Mayriella transfuga är en myrart som beskrevs av Baroni Urbani 1977. Mayriella transfuga ingår i släktet Mayriella och familjen myror. Inga underarter finns listade i Catalogue of Life.

## Bildgalleri

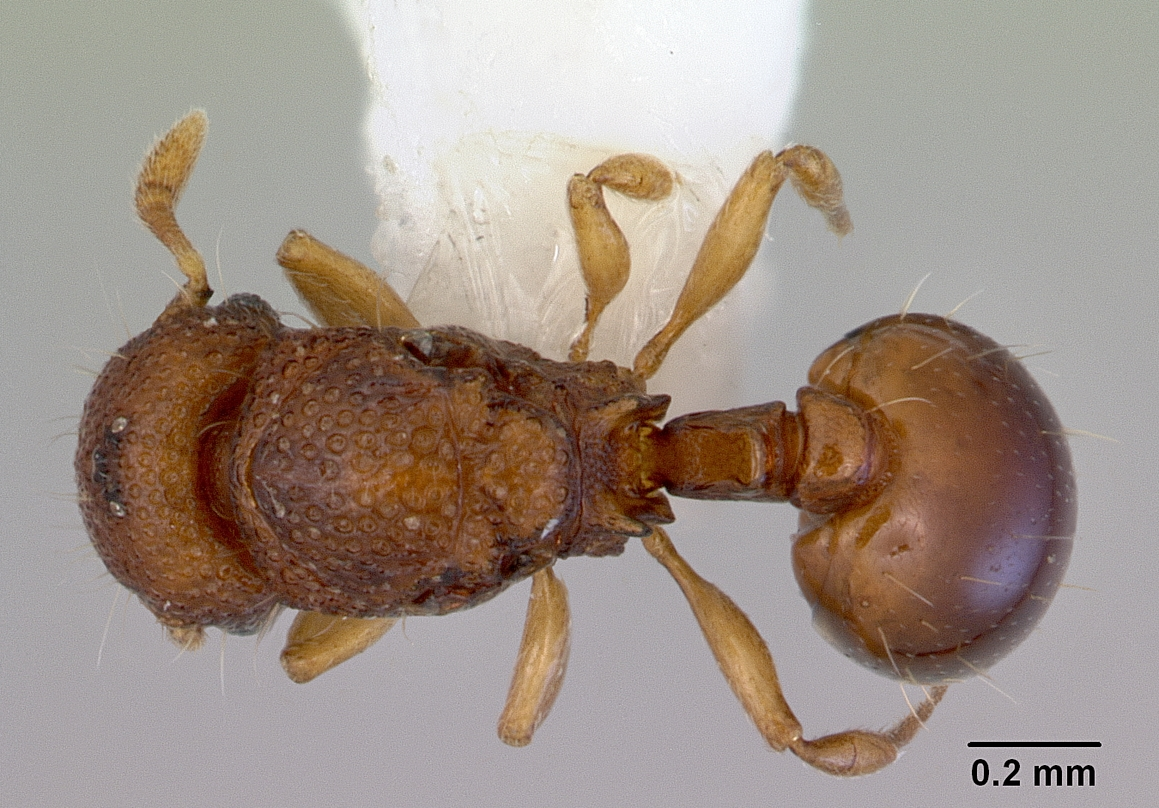
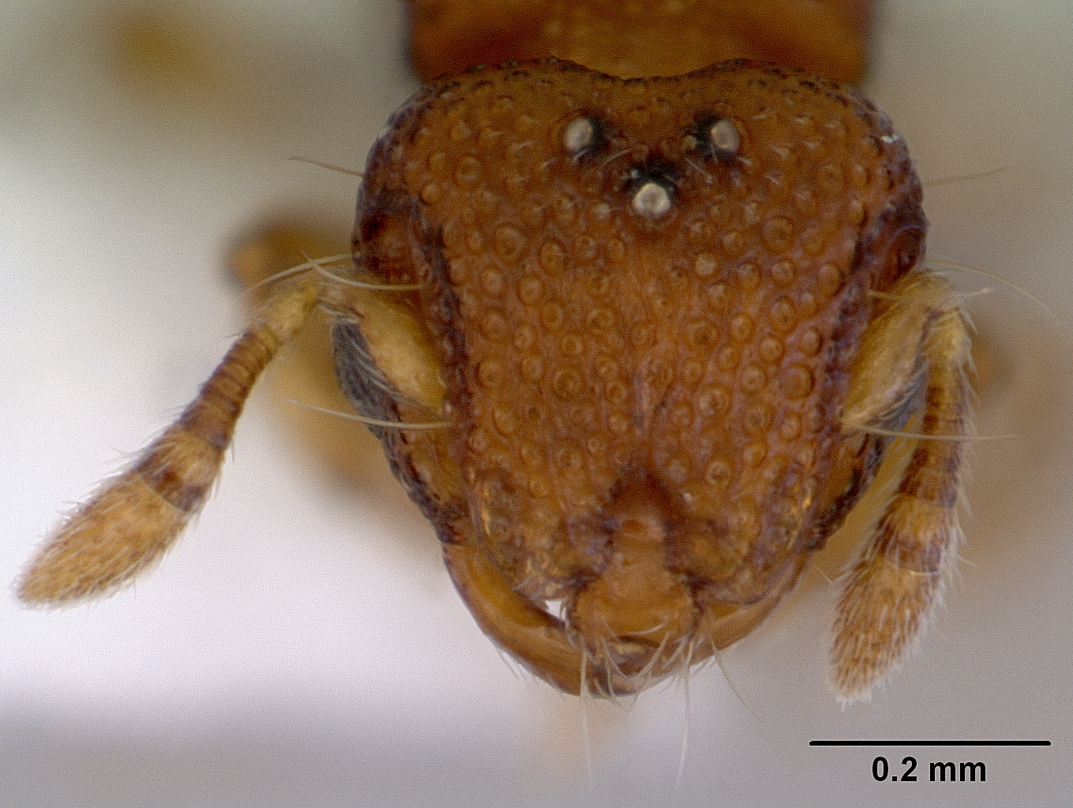
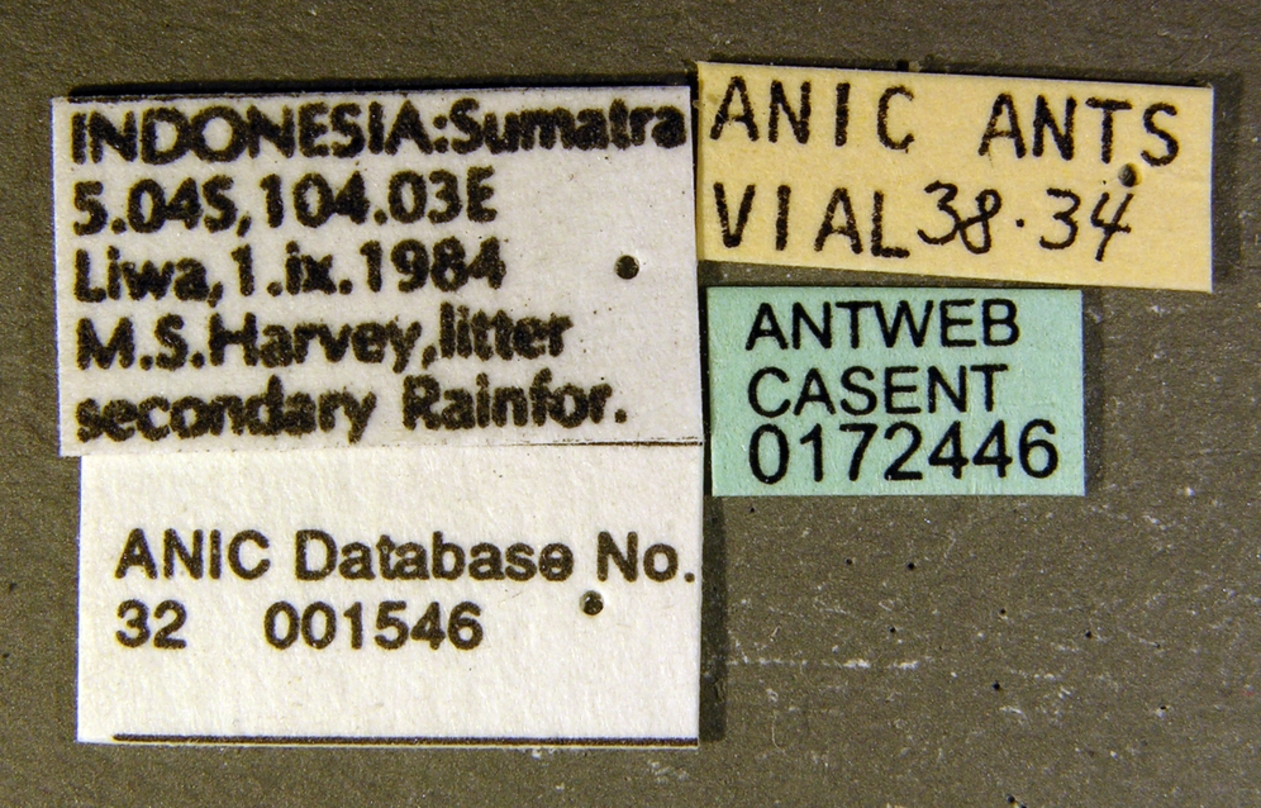
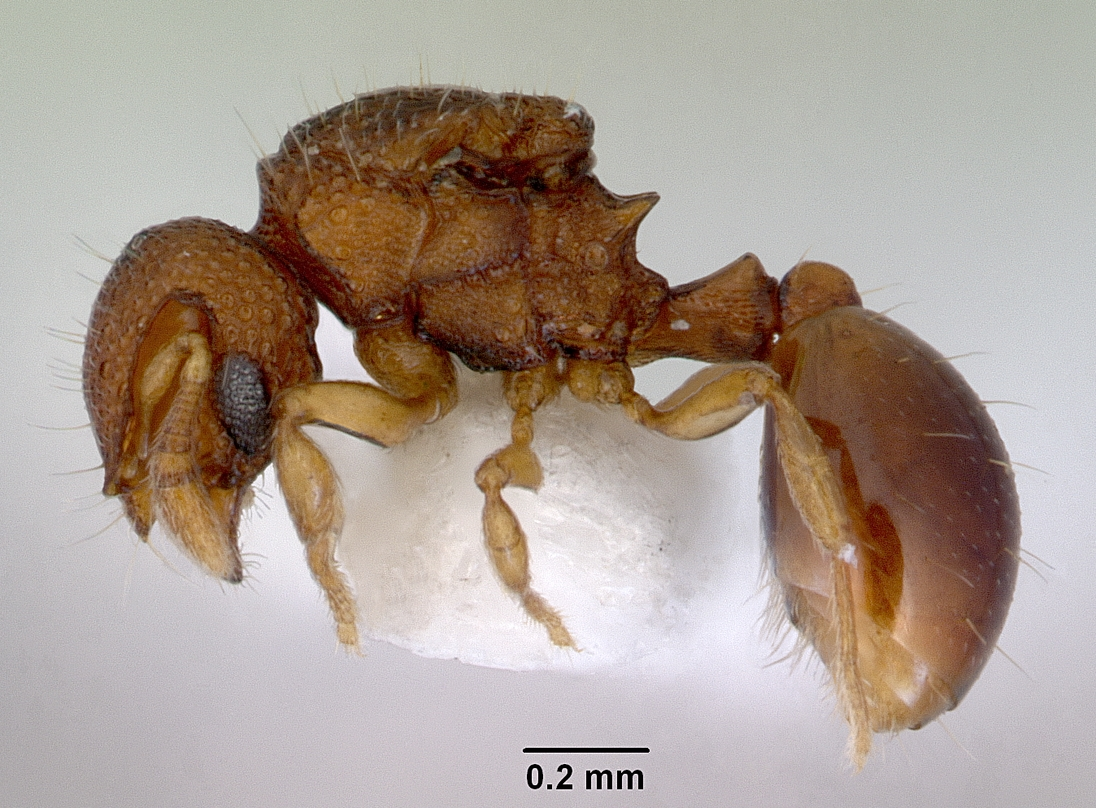
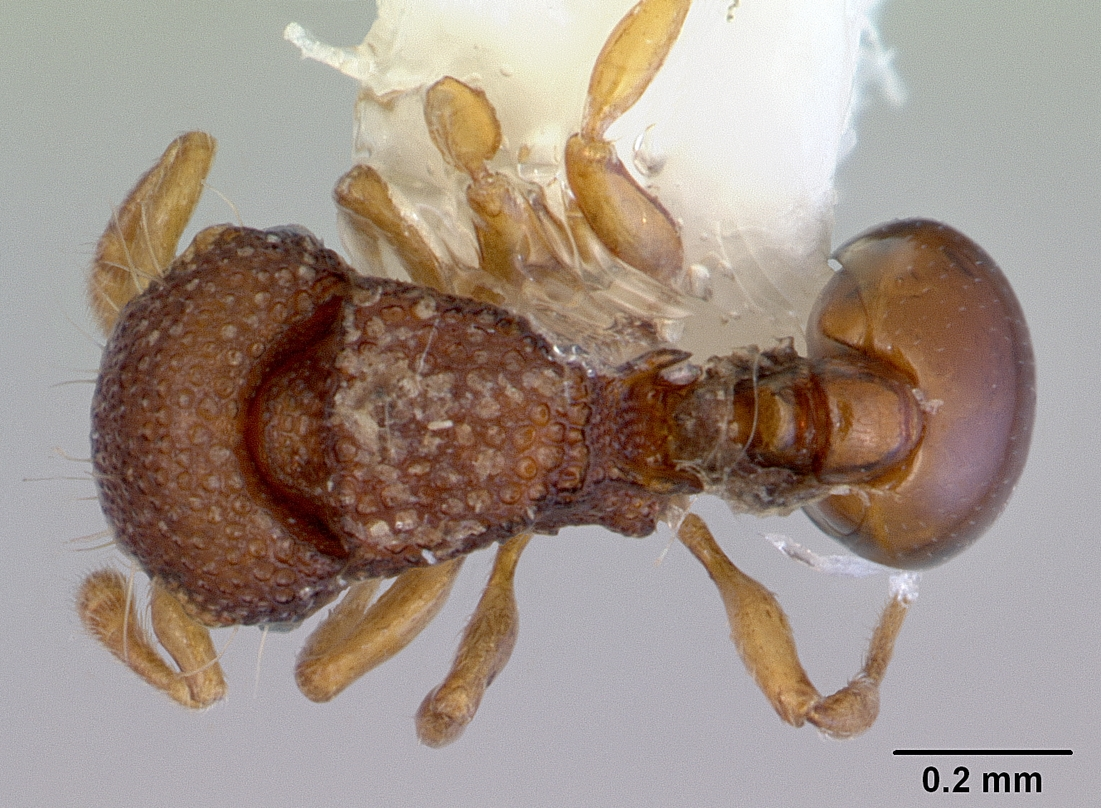
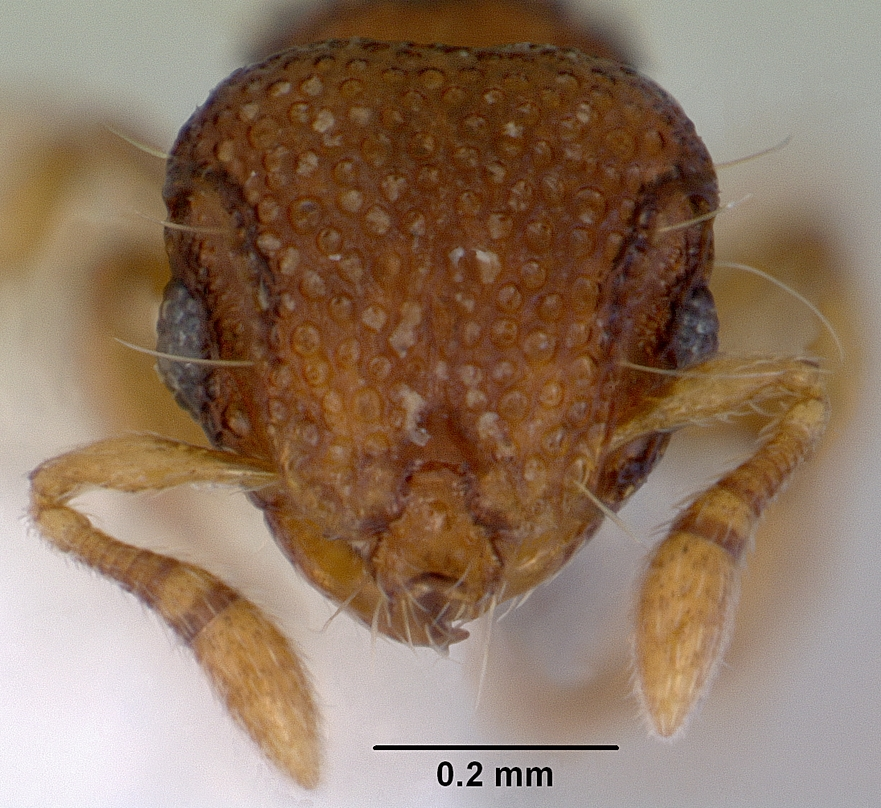